# ساوت کیلورث
ساوت کیلورث (به انگلیسی: South Kilworth) یک محله مدنی و روستا در بریتانیا است که در Harborough واقع شده‌است. ساوت کیلورث ۵۱۳ نفر جمعیت دارد.